# 安度·美斯
安度·美斯（Ndue Mujeci，1993年02月24日—），生於阿爾巴尼亞斯庫台，阿爾巴尼亞足球運動員，司職前鋒。

## 球員生涯
2014年3月，安度美斯加盟拉脫維亞超聯勁旅雲杜斯比斯。
2016年8月，安度美斯加盟保加利亞球會OFK比林，但就在1月份離隊。
2017年1月5日，他與保加利亞球會杜拿夫簽訂了1年半的合約。他於2017年6月離隊。
2017年7月14日，他與格魯吉亞超聯球會沙布達盧簽訂了一份為期一年的合同。
2018年1月23日，他與北塞浦路斯球會青年力量簽訂了6個月的合同。
2018年8月17日，安度美斯遠赴香港加盟甲組球會愉園。
2019年7月，安度美斯沒有跟愉園續約，以自由身份離隊。

## 外部連結
- Soccerway資料庫：安度·美斯
- Ndue Mujeci （页面存档备份，存于）
- Ndue Mujeci （页面存档备份，存于）
- HKFA （页面存档备份，存于）